# Rue Montesquieu (Paris)
Pour les articles homonymes, voir Rue Montesquieu.
La rue Montesquieu est une voie du 1er arrondissement de Paris, en France.

## Origine du nom
Cette voie porte le nom de Montesquieu (Charles Louis de Secondat, baron de La Brède et de Montesquieu) (1689-1755), un penseur politique, précurseur de la sociologie, philosophe et écrivain français des Lumières.

## Historique
Le chapitre Saint-Honoré, supprimé en 1790, devint propriété nationale.
Le 27 octobre de la même année, la section de la Halle-aux-Blés sollicita l'ouverture d'une rue qui, partant de la rue Croix-des-Petits-Champs, en face de celle du Pélican et traversant l'emplacement du cloître Saint-Honoré, irait aboutir vis-à-vis de l'entrée de la cour des Fontaines (actuelle place de Valois).
Le département des travaux publics, auquel ce projet fut soumis, donna son assentiment à l'ouverture de cette rue, mais fut d'avis d'en modifier la direction. Le corps municipal, dans sa séance du 13 août 1793, approuva le plan présenté par le département des travaux publics.
Les maisons et terrains qui dépendaient du chapitre Saint-Honoré furent adjugés le 25 messidor an IV (13 juillet 1796). Une clause ainsi conçue fut insérée dans l'acte de vente :
« L'acquéreur sera tenu, dans le plus bref délai possible, d'ouvrir une rue depuis celle des Bons-Enfants, en face de la porte de la cour des Fontaines du Palais-Égalité, jusqu'au carrefour de la rue Croix-des-Petits-Champs, aboutissant à la rue du Bouloi ; de donner trente pieds de large au moins à cette rue, et de se conformer, pour l'élévation des nouveaux bâtiments, à la hauteur prescrite par les règlements ; d'acquérir, d'après les formes prescrites par les lois existantes et pour son compte, sans aucun recours ni répétition envers le Gouvernement, une maison appartenant au citoyen Amelin, sise rue des Bon-Enfants, vis-à-vis l'arcade de la cour des Fontaines du Palais-Égalité, dont partie de ladite maison se trouvera même comprise dans  l'emplacement de la nouvelle rue. »
Les premiers percements furent exécutés peu de temps après et la rue fut ouverte en 1802.

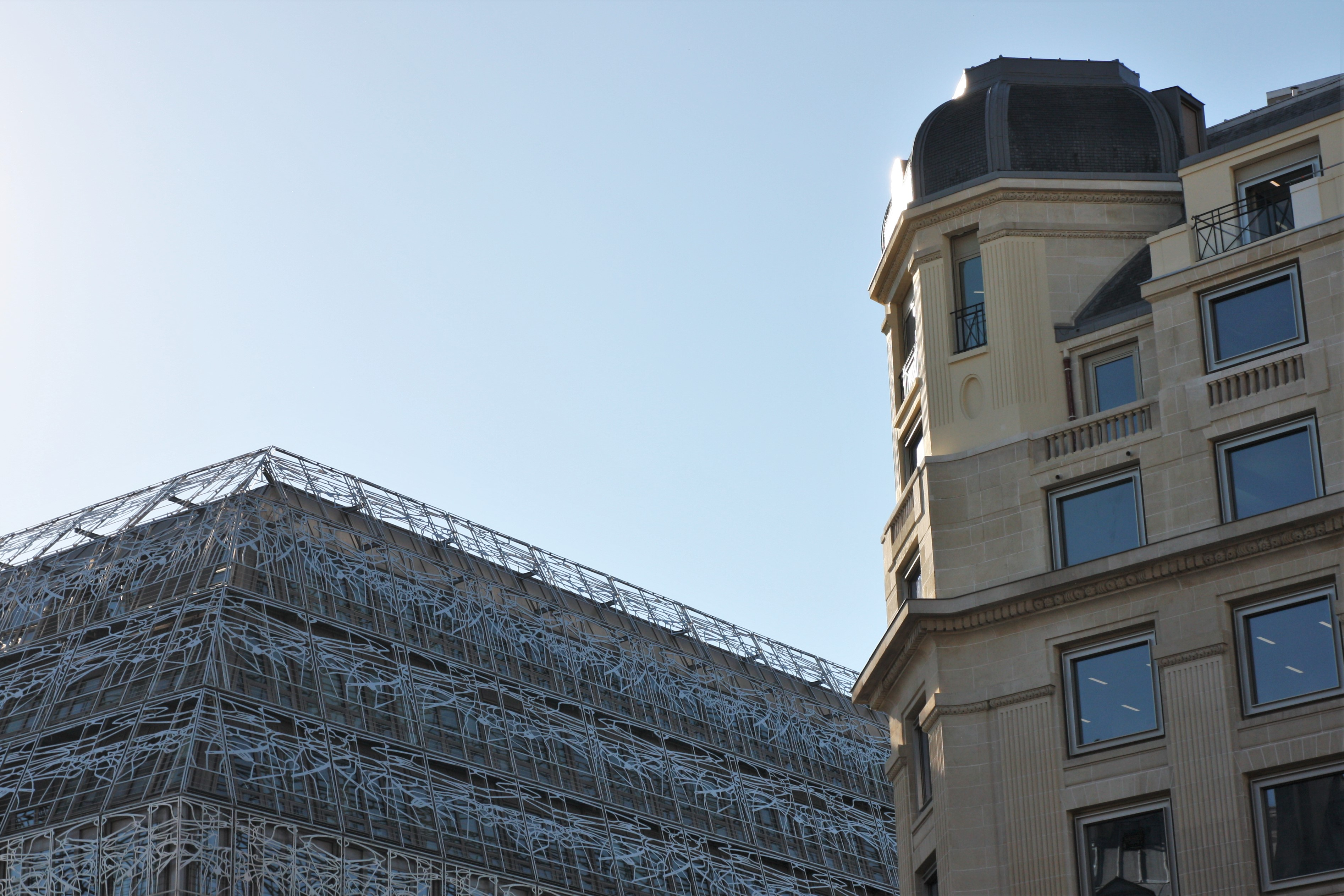
Nos 1 et 2 : angles sur la rue Croix-des-Petits-Champs (nos 9 et 11), en 2018.

## Bâtiments remarquables et lieux de mémoire

### Côté impair
- Nos 1 à 9 : l'immeuble de bureaux dit « des Bons-Enfants[1] », annexe du ministère de la Culture, occupe le côté impair de la rue sur toute sa longueur et s'étend jusqu'à la rue Saint-Honoré. Il est constitué du côté de la rue Montesquieu d'une partie contemporaine (2000-2007, Francis Soler et Frédéric Druot, architectes) et sur la rue Saint-Honoré d'un bâtiment ancien (1919, Georges Vaudoyer) qui a été conservé, restructuré et intégré sous la résille métallique qui habille et harmonise le pourtour formé par les deux bâtiments réunis (voir aussi 182 et 192, rue Saint-Honoré où se trouve l'entrée principale).
- Nos 1 et 3 : emplacement de l'ancien magasin d'étoffes « Au Pauvre Diable » qui s'intitule, en 1833, sur l'entête d'une facture[2] « Maison du Pauvre Diable », et indique outre son adresse « Rue et Galerie Montesquieu, No 3, en face le Bazar, près le Palais Royal à Paris » la gamme des produits proposée « à prix fixe marqué en chiffres »[3].
- No 5 : emplacement de l'ancien débouché de la galerie Montesquieu[4] (disparue)

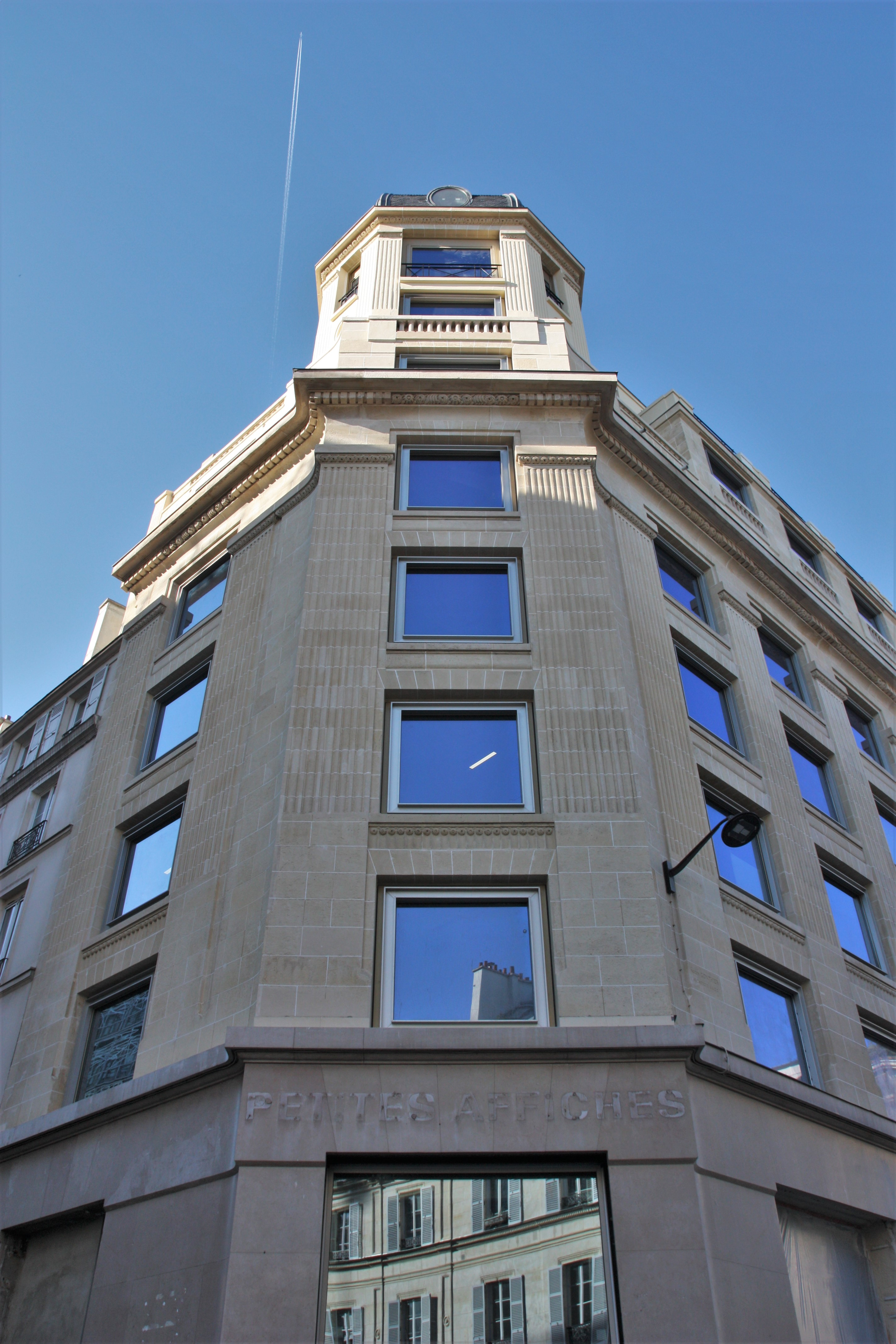
No 2 : pan coupé au coin de la rue Croix-des-Petits-Champs.

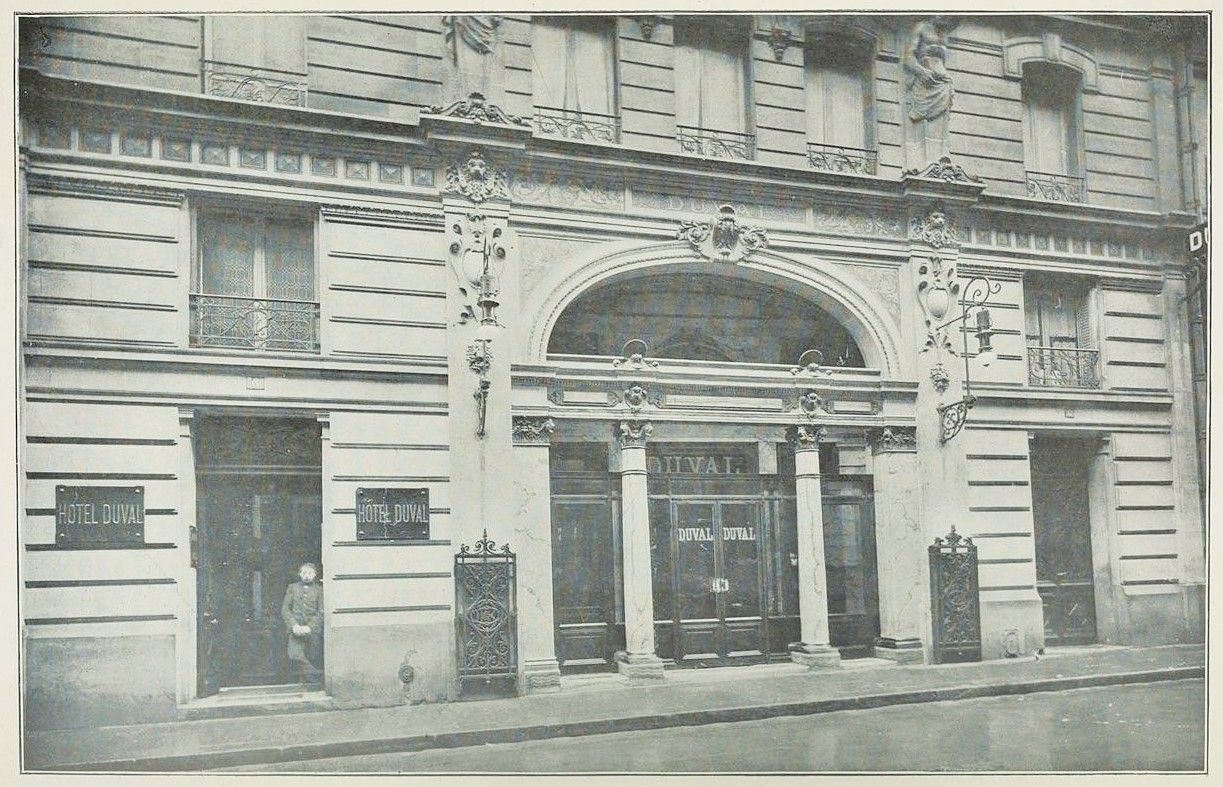
No 6 : hôtel et bouillon Duval en 1909

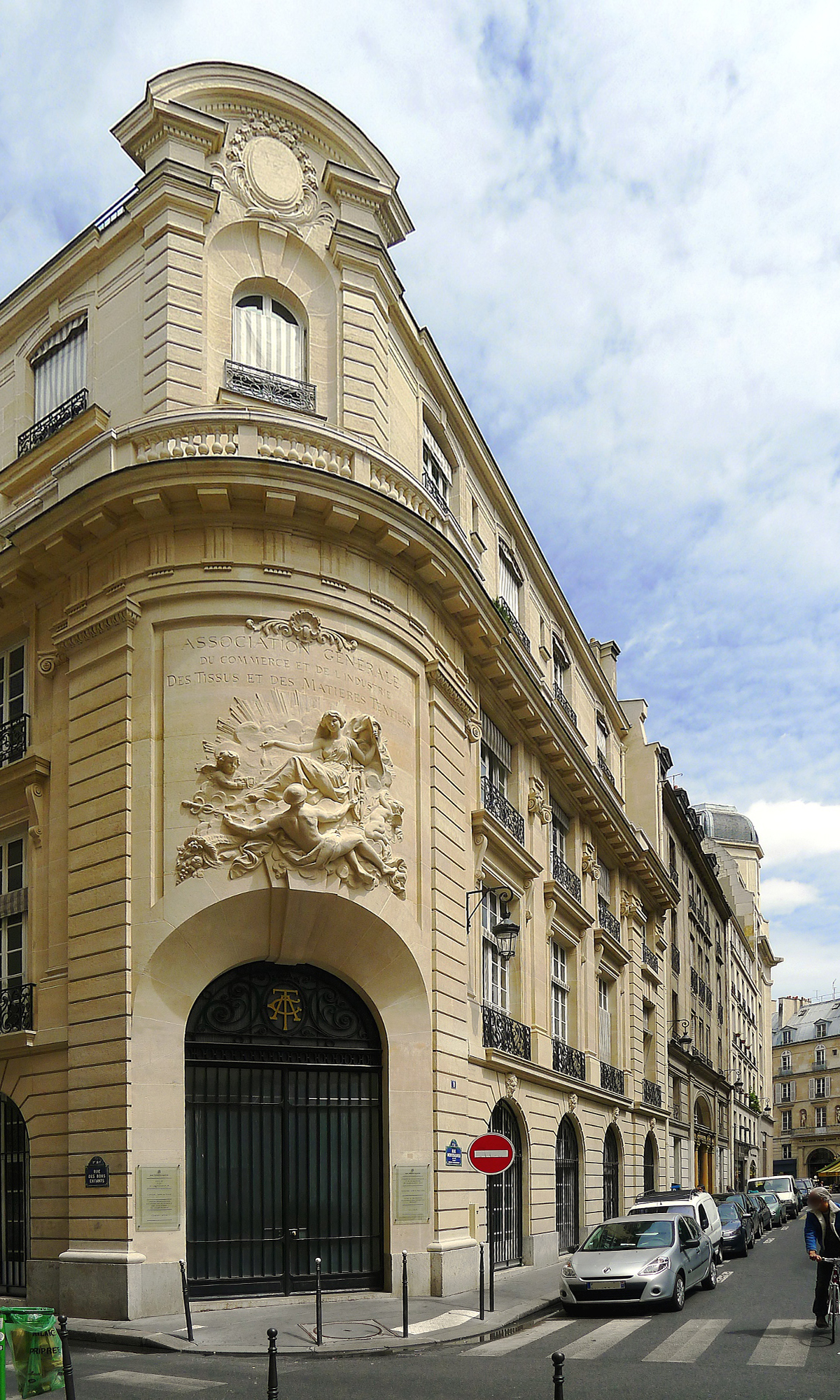
No 8 : angle arrondi au coin de la rue des Bons-Enfants, vu depuis le passage Vérité.

### Côté pair
- No 2 (et nos 13 à 15 rue Croix-des-Petits-Champs) : immeuble d'angle mixte (1921 et 1939) de 3800 m2 de bureaux, commerces et logements, à pan coupé et de style Art Déco, construit pour le journal d'annonces judiciaires et légales Les Petites Affiches dont il a abrité les bureaux jusqu'en 2017. L'immeuble a été restructuré de 2018 à 2019[5] (Foncière Montesquieu, maître d'ouvrage; SCAU, architectes; JLL, aménagement et mise aux normes[6]). En octobre 2018, le nom du journal figurait encore au-dessus de la porte située dans le pan coupé.

- No 6 : une partie de la façade et le portique de cet édifice sont les seuls éléments subsistants d'un ancien établissement de bains connu sous le nom de Bains Montesquieu (1810), construit dès l'ouverture de la rue et démoli en 1830. Exécutée avec une élévation initiale de seulement deux niveaux au-dessus du soubassement[7] par l'architecte Jean-Antoine Alavoine (1778-1834), cette façade est conservée lorsque l'emprise des bains publics est dégagée pour la réalisation d'une nouvelle construction dans laquelle elle est intégrée[8]. Ultérieurement deux étages complémentaires sont ajoutés à l'existant.
Le Bazar Montesquieu (1830) dénommé aussi salle Montesquieu est un vaste hall[9] dédié au commerce, mais sert aussi de salle de concert[4] et de bal, et pour toutes sortes de réunions et assemblées[4]. Elle est notamment connue, dès 1830, pour le bal Montesquieu[10], très en vogue vers le milieu du XIXe siècle[4]. En 1854 s'opère sa transformation en restaurant[11].
En 1878 c'est le « bouillon Montesquieu », maison mère de nombreux établissements de restauration fondés à partir de 1855 et connus sous le nom de « bouillons Duval » (Voir une image de la salle Montesquieu[12]). A la même adresse siégea la Compagnie anonyme des bouillons Duval[4], constituée en 1868[13] pour exploiter ces restaurants populaires et bon marché de façon rationnelle. Cette entreprise cesse ses activités après la Première Guerre mondiale[4]. Depuis 2014, l'immeuble est occupé par un centre d'hébergement d'urgence géré par l'association Emmaüs[14].
Le 31 mai 1884, a lieu à cette adresse la première réunion de la Société des artistes indépendants.

- No 8 (et no 18 rue des Bons-Enfants) : immeuble de bureaux (1908[15]), à angle arrondi et de style Beaux-Arts, signé entre le porche et le premier balcon de la rue Montesquieu « Gaston Ernest Architecte SC ». L'entrée, inscrite dans un arc cintré soigneusement appareillé est surmonté d'une scène en relief au-dessus de laquelle est gravé dans la pierre l'inscription « Association Générale du Commerce et de l'Industrie des Tissus et des Matières Textiles ». La porte métallique est muni  d'un dessus-de-porte de même matériau orné d'un monogramme entremêlant les lettres A, G et T. Plusieurs établissements et organisations liés à l'industrie du textile et de l'habillement occupent cet immeuble géré sous forme de SCI.

## Pour approfondir